# Miguel White
Miguel White (Legazpi, Filipinas, 9 de octubre de 1909-30 de agosto de 1942) fue un atleta filipino, especialista en la prueba de 400 m vallas en la que llegó a ser medallista de bronce olímpico en 1936.

## Carrera deportiva
En los JJ. OO. de Berlín 1936 ganó la medalla de bronce en los 400 m vallas, corriéndolos en un tiempo de 52.8 segundos, llegando a meta tras el estadounidense Glenn Hardin (oro con 52.4 s) y el canadiense John Loaring (plata).